# Alex Mapelli-Mozzi
Alessandro, Graf Mapelli-Mozzi (* 7. Mai 1951 in Buenos Aires, Argentinien) ist ein britisch-italienischer Aristokrat und ehemaliger Skirennläufer.

## Biographie

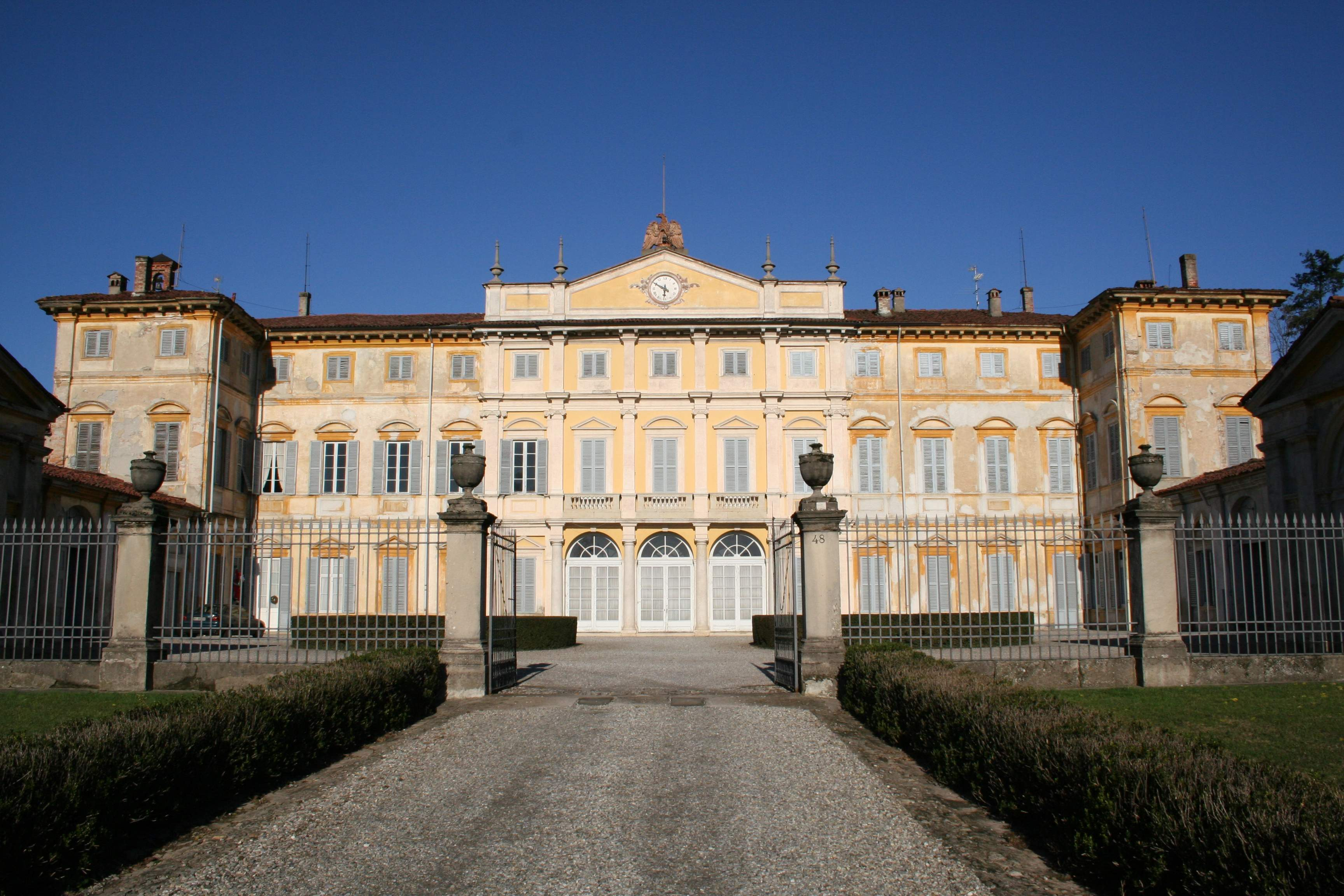
Die Villa Mapelli Mozzi, der Stammsitz der gleichnamigen Familie

Alessandro, Graf Mapelli Mozzi entstammt einem alten italienischen Adelsgeschlecht aus Ponte San Pietro in der Lombardei. Den Titel eines Graf bzw. Conte erhielt die Familie im Jahr 1913 von König Viktor Emanuel III. verliehen. Mappelli-Mozzi wuchs im Stammsitz seiner Familie, der Villa Mapelli Mozzi auf. Von 1965 bis 1969 besuchte er die Downside School in Somerset.

### Sportliche Karriere
Mapelli-Mozzi gab sein internationales Renndebüt als Skirennläufer bei den Weltmeisterschaften 1970 in Gröden, wobei er den 49. Platz im Riesenslalom belegte, im Slalom scheiterte er bereits in der Qualifikation. 1972 wurde er für die Olympischen Winterspiele in Sapporo nominiert. Dort erreichte er den 37. Platz in der Abfahrt als beste Platzierung.

### Ehe und Familie

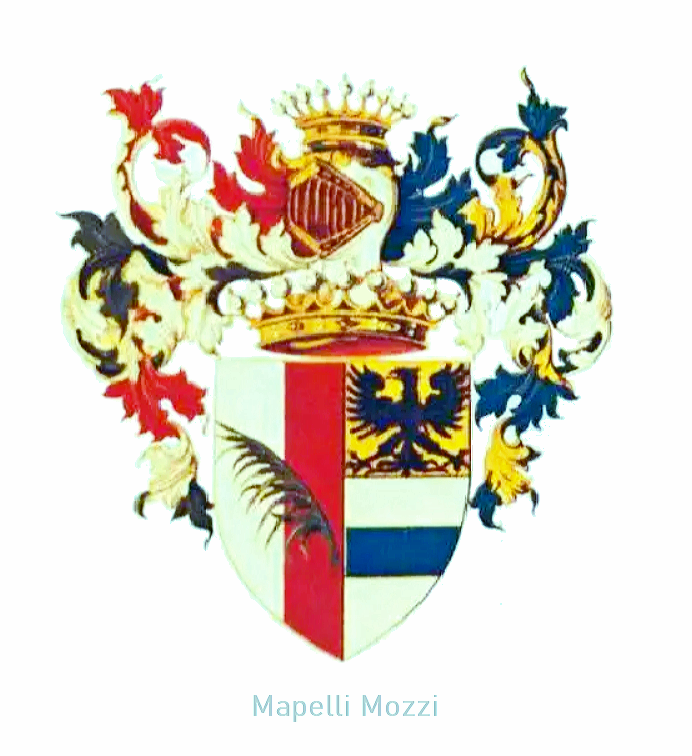
Wappen der Familie Mapelli-Mozzi

Alex, Graf Mapelli Mozzi war drei Mal verheiratet und geschieden. 
In erster Ehe heiratete er 1978 Nicola heute Williams-Ellis, einer Enkeltochter des Sir Robert Burrows. Aus dieser Ehe entstammen die Kinder Natalia und Edoardo. In zweiter Ehe heiratete er 1988 Jan Ankarcronas Ex-Frau, Margaretha von Eckermann, einer schwedischen Adeligen mit mecklenburgisch-pommerschen Wurzeln verheiratet. In dritter Ehe heiratete er 1994 Fiona Wilson, eine Pferdetrainerin.
Sein einziger Sohn, Edoardo, Graf Mapelli-Mozzi ist seit Juli 2020 mit Prinzessin Beatrice, einer Nichte von König Charles III., verheiratet.

## Erfolge

### Olympische Winterspiele
- Sapporo 1972: 37. Abfahrt, DNF Slalom, DSQ Riesenslalom

### Weltmeisterschaften
- Gröden 1970: 49. Riesenslalom, DNQ Slalom